# Bernardo Mendoza
Bernardo Manuel "Chifeo" Mendoza Zambrano (Curanilahue, 27 de diciembre de 1962) es un ex boxeador chileno. Fue campeón interamericano de la FIB en la categoría peso gallo, y llegó a disputar el título mundial de aquella federación. Ganó además el título mundial en la categoría supermosca de la extinta AUB.

## Biografía
En diciembre de 1991, Mendoza derrotó al brasileño Claudemir Dias, obteniendo el título supermosca de la Asociación Universal de Boxeo (AUB), organización creada ese mismo año en Argentina. Con esa victoria, Mendoza se convirtió en el primer boxeador chileno en ganar un título mundial. En marzo de 1992 retuvo el título ante el dominicano Luis Sosa. La AUB desapareció el año siguiente.
En diciembre de 1996 peleó contra Wilfredo Vásquez por el campeonato mundial de peso pluma de la Asociación Mundial de Boxeo, perdiendo por nocaut. El 30 de octubre de 1998, en Santiago de Chile, Mendoza derrotó al colombiano Jud Franklin Granada, obteniendo el título interamericano peso gallo de la Federación Internacional de Boxeo (FIB). El 18 de diciembre de 1999 enfrentó al estadounidense Tim Austin por el campeonato mundial peso gallo de la FIB, perdiendo en el primer asalto a través de un nocaut. El combate duró un minuto y 49 segundos.
Mendoza se retiró del boxeo en 2002. y actualmente trabaja como guardia en el Parque André Jarlán de la comuna de Pedro Aguirre Cerda.